# Betrayal (1929)
Betrayal is een Amerikaanse dramafilm uit 1929 onder regie van Lewis Milestone. Destijds werd de film uitgebracht onder de titel Het tiende gebod. De film is wellicht zoekgeraakt.

## Verhaal
Tijdens de Franse bezetting bedenkt een patriottische edelman in Spanje een complot tussen Engelse en Spaanse spionnen. Zo wil hij het dorp bevrijden van de Franse bezetting. De edelman gaat door met zijn plan, hoewel hij weet dat hij wellicht zal worden geëxecuteerd.

## Rolverdeling
| Acteur         | Personage        |
| -------------- | ---------------- |
| Emil Jannings  | Poldi Moser      |
| Esther Ralston | Vroni            |
| Gary Cooper    | Andre Frey       |
| Jada Weller    | Hans             |
| Douglas Haig   | Peter            |
| Bodil Rosing   | Moeder van Andre |